# رامون راميريز
خيسوس رامون راميريز سيسينا (بالإسبانية: Ramón Ramírez)‏، من مواليد 5 ديسمبر 1969 في تيبيك في ناياريت في المكسيك، لاعب كرة قدم مكسيكي سابق.
لعب مع منتخب المكسيك لكرة القدم بين عامي 1991 و2000، وشارك معهم في 121 مباراة وسجل 15 هدف.

## روابط خارجية
- رامون راميريز على موقع الاتحاد الدولي (مؤرشف)  (الإنجليزية)
- رامون راميريز على موقع الدوري الأمريكي (الإنجليزية)
- رامون راميريز على موقع قاعدة بيانات كرة القدم.إي يو (الإنجليزية)
- رامون راميريز على موقع ناشيونال فوتبول تيمز (الإنجليزية)